# The Locket; or, When She Was Twenty
The Locket; or, When She Was Twenty è un cortometraggio muto del 1913 diretto da Frederick A. Thomson.

## Trama
In un tram affollato, un medaglione con foto finisce per caso nella tasca di un uomo. La moglie, a casa, scopre la foto che provoca i suoi sospetti e la sua gelosia.

## Produzione
Il film fu prodotto dalla Vitagraph Company of America.

## Distribuzione
Distribuito dalla General Film Company, il film - un cortometraggio in una bobina - uscì nelle sale cinematografiche statunitensi il 22 febbraio 1913. Una copia in 16 mm viene conservata in una collezione privata e il film è stato distribuito in video dalla Grapevine Video.